# Слободской сельсовет (Гомельская область)
Слободско́й сельсовет (бел. Слабадскі сельсавет) — административная единица на территории Мозырского района Гомельской области Республики Беларусь. Административный центр — агрогородок Слобода.

## История
В состав Слободского сельсовета входила до 1962 года деревня Черемошня (не существует).

## Состав
Слободской сельсовет включает 12 населённых пунктов:
- Большие Зимовищи — агрогородок
- Буда Казимировская — деревня
- Казимировка — деревня
- Костюковичи — деревня
- Малые Зимовищи — деревня
- Моисеевка — агрогородок
- Романовка — деревня
- Рудня — деревня
- Слобода — агрогородок
- Малая Слободка — деревня
- Хомички — деревня
- Щекотова — деревня

Упразднённые населённые пункты:
- Черемошня — деревня